# Sarmiento (Santa Fé)
Sarmiento (Santa Fé) é uma comuna da província de Santa Fé, na Argentina.